# Campeonato Capixaba de Futebol de 1967
O Campeonato Capixaba de 1967 foi a 51ª edição Capixabão e a Desportiva Ferroviária se sagrou campeã pela terceira vez em sua história.

## Premiação
| Vencedor                                  |
| ----------------------------------------- |
| Desportiva Ferroviária Campeã (3º título) |